# Giannīs Damanakīs
Giannīs Damanakīs (in greco: Γιάννης Δαμανάκης; La Canea, 2 ottobre 1952) è un ex calciatore greco, di ruolo centrocampista.

## Carriera
Ha giocato nella prima divisione greca.

## Palmarès

### Club

#### Competizioni nazionali
- Campionato greco: 1

PAOK: 1984-1985